# Tavelsjö kyrka
Tavelsjö kyrka är en kyrkobyggnad i Tavelsjö. Den tillhör Tavelsjö församling i Luleå stift. Kyrkan invigdes 1965 och arkitekt var Carl Hampus Bergman.

## Kyrkobyggnaden
Kyrkan är byggd i tegel med ett brant skifferbelagt sadeltak och fasaderna är klädda med rödbrunt tegel. Det höga, eternitklädda taket bärs upp av limträbalkar och golvet är lagt av skiffer. Salen har en fast bänkinredning. Krucifixet och korfönstret är utförda av Harald Garmland.

## Första kyrkan och första kyrkogården

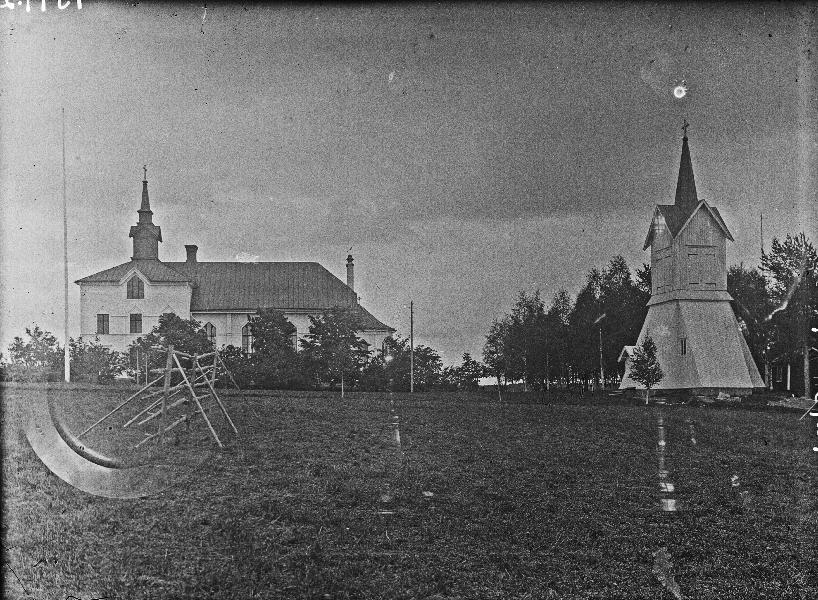
Första kyrkan i Tavelsjö

Den första kyrkan i Tavelsjö invigdes år 1897 och 1910 tillkom en kyrkogård nära sjön. I kyrkobyggnaden låg även byns skola och lärarbostad och runt kyrkan blev det skolgård. En markdonation av Johan Sundling och Karl Karlsson avgjorde kyrkans placering. Ett problem som tidigt uppdagades var att marken var vattensjuk, vilket ofta ledde till att kistor flöt under jordfästningarna. 1930 invigdes därför en ny kyrkogård några hundra meter norrut i den torrare skogen. På 1960-talet blev både skolan och kyrkan för liten, så kyrkan revs och ersattes med den nuvarande.